# NGC 5211
NGC 5211 (również PGC 47709 lub UGC 8530) – galaktyka spiralna z poprzeczką (SBab), znajdująca się w gwiazdozbiorze Panny. Odkrył ją John Herschel 14 kwietnia 1828 roku. Jest to galaktyka z aktywnym jądrem typu LINER.